# Alice Freeman
Alice Freeman (ur. 6 września 1978 w Oksfordzie) – brytyjska wioślarka.

## Osiągnięcia
- Mistrzostwa Świata – Monachium 2007 – ósemka – 3. miejsce[1].
- Mistrzostwa Europy – Poznań 2007 – ósemka – 3. miejsce[1].
- Igrzyska Olimpijskie – Pekin 2008 – ósemka – 5. miejsce[1].